# Heliocypha fenestrata
Heliocypha fenestrata – gatunek ważki z rodziny Chlorocyphidae. Występuje na indonezyjskich wyspach Jawa i Bali.